# Claude Chevalley (koszykarz)
Claude Chevalley – szwajcarski koszykarz, uczestnik Letnich Igrzysk Olimpijskich 1948.
Na igrzyskach olimpijskich wystartował tylko raz. W Londynie, (gdzie jego reprezentacja zajęła 21. miejsce) zdobył 12 punktów. Ponadto zawodnik ten zanotował sześć fauli.